# Піскопастка
Піскопа́стка (рос. песколовушка; англ. sand trap, mud trap, sediment catcher, silt trap, нім. Sandfang m) — відстійна споруда для виділення важких мінеральних домішок (піску) із стічної води.